# Nekropole von Su Murrone

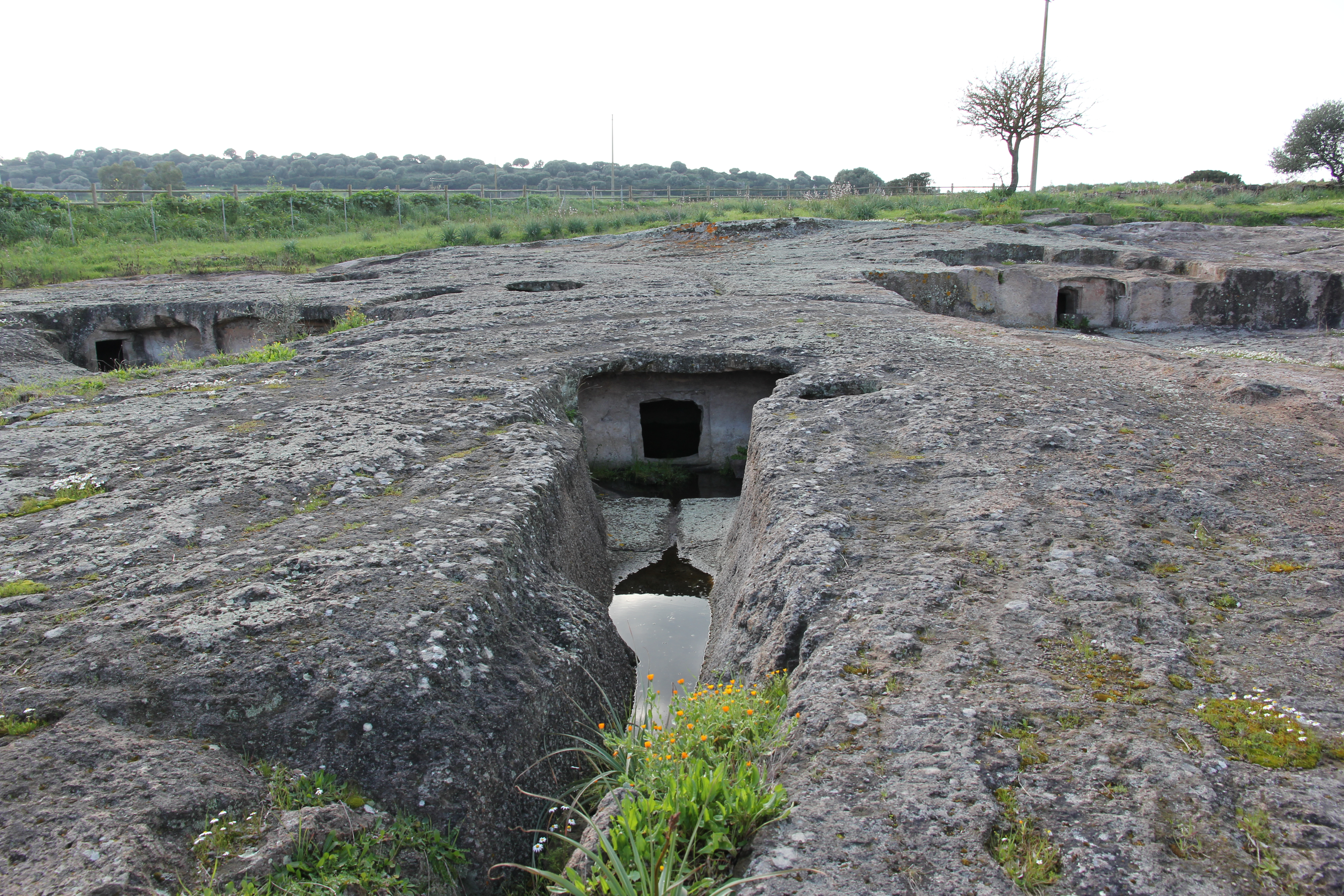
Nekropole von Su Murrone

Die Nekropole von Su Murrone befindet sich am Fuße des Monte Cucullai, etwa acht Kilometer nordöstlich von Chiaramonti in der Region Anglona in der Metropolitanstadt Sassari auf Sardinien.
Die Nekropole liegt (ähnlich wie Anghelu Ruju) in einer Trachytplatte und besteht aus drei mehrzelligen Domus de Janas mit langen Dromoi. Im Vergleich zu vielen anderen Nekropolen der Insel zeigt sie ein abweichendes Aussehen. Es handelt sich nicht um horizontal angelegte Kammern in einer Abrisskante, sondern um eingetiefte Kammern, die über Dromoi erreicht werden. Von der jeweiligen Hauptkammer geht eine Reihe von Seitennischen ab. Am wichtigsten ist Tomba I mit einer kleinen rechteckigen Vorkammer, die in eine Hauptkammer führt, aus der radial (wie bei Tomba III von Anghelu Ruju) sechs Zellen abzweigen. Das Grab zeigt durch rote Farbreste an den Wänden und am Relief der Decke eine Bemalung an. Die Decke imitiert ein Satteldach mit First und 28 Balken.
Unter den dekorativen Motiven, bestehend aus Türrahmen und Pilastern, ragen Stierkopfreliefs an den Wänden der Hauptkammer heraus.

Nekropole von Su Murrone
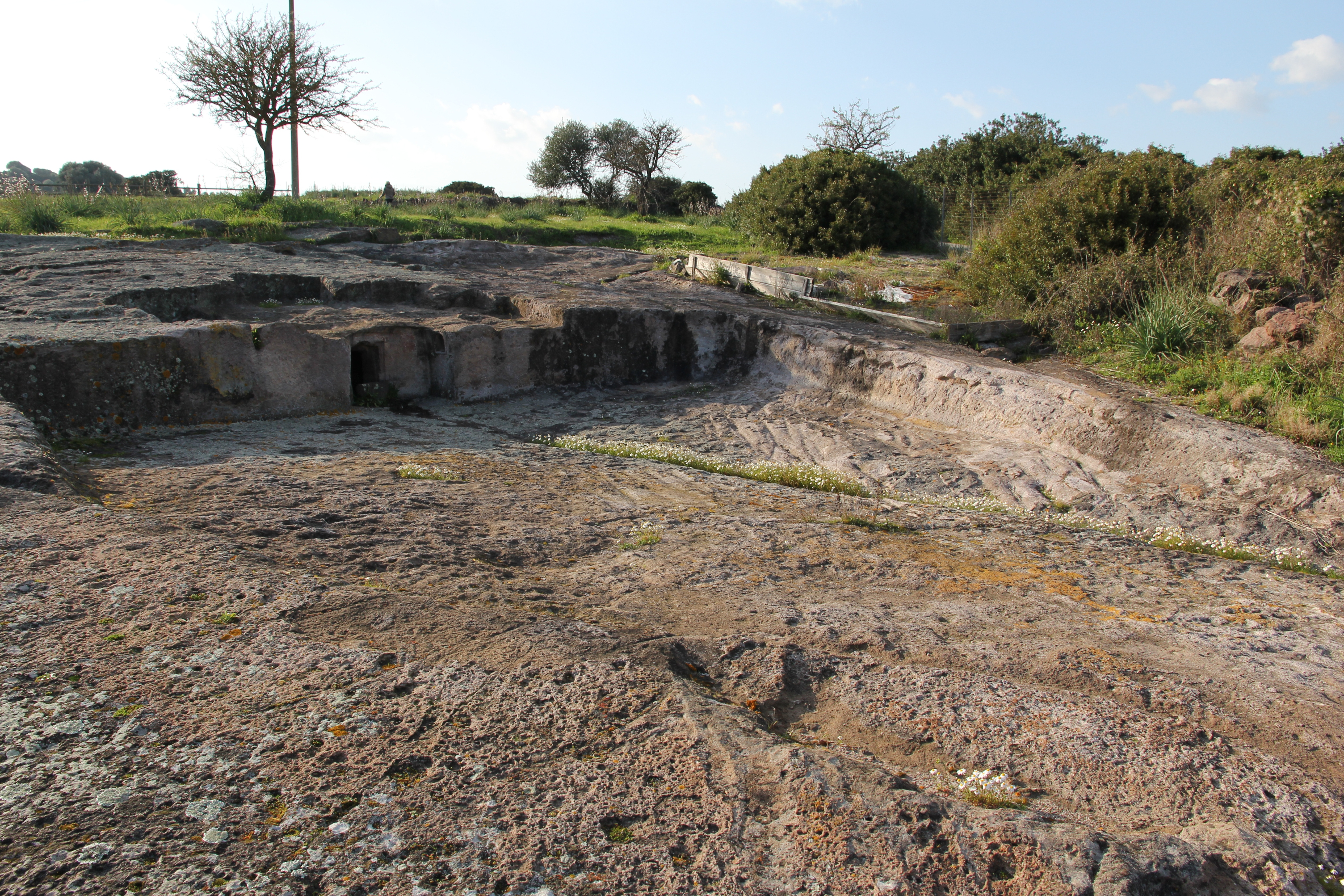
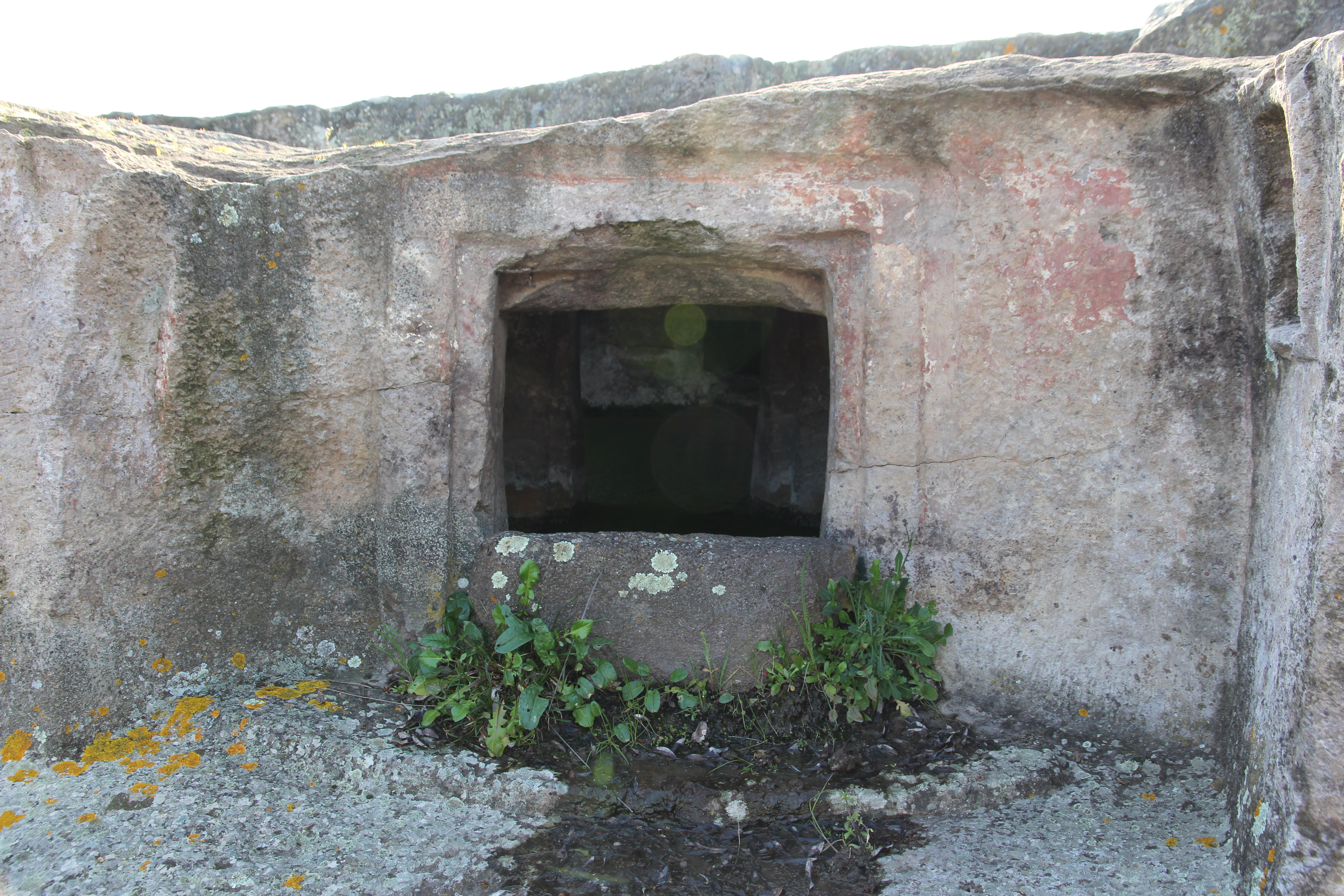
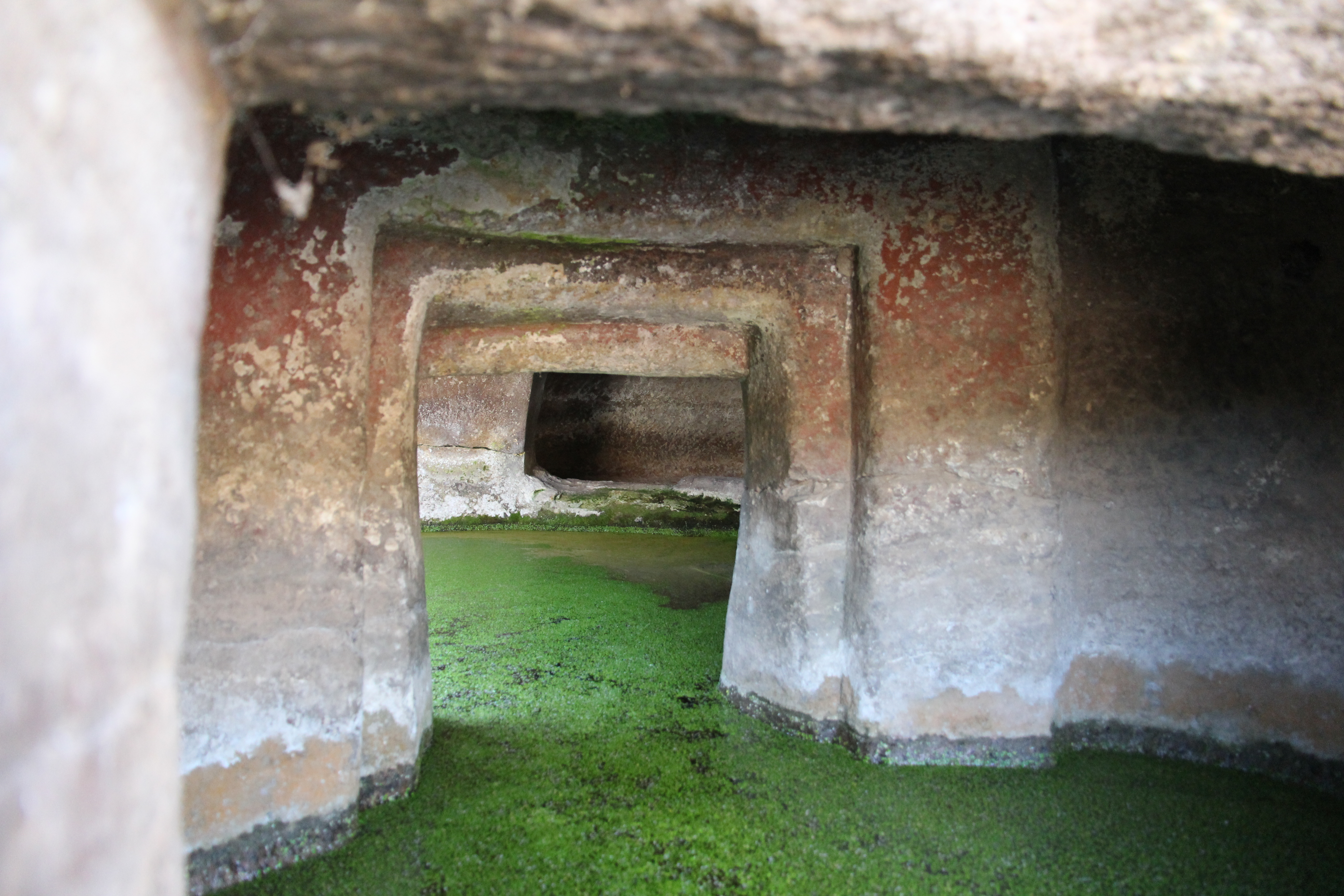
Der regenwasserbedeckte Boden mit Entengrütze übersät.
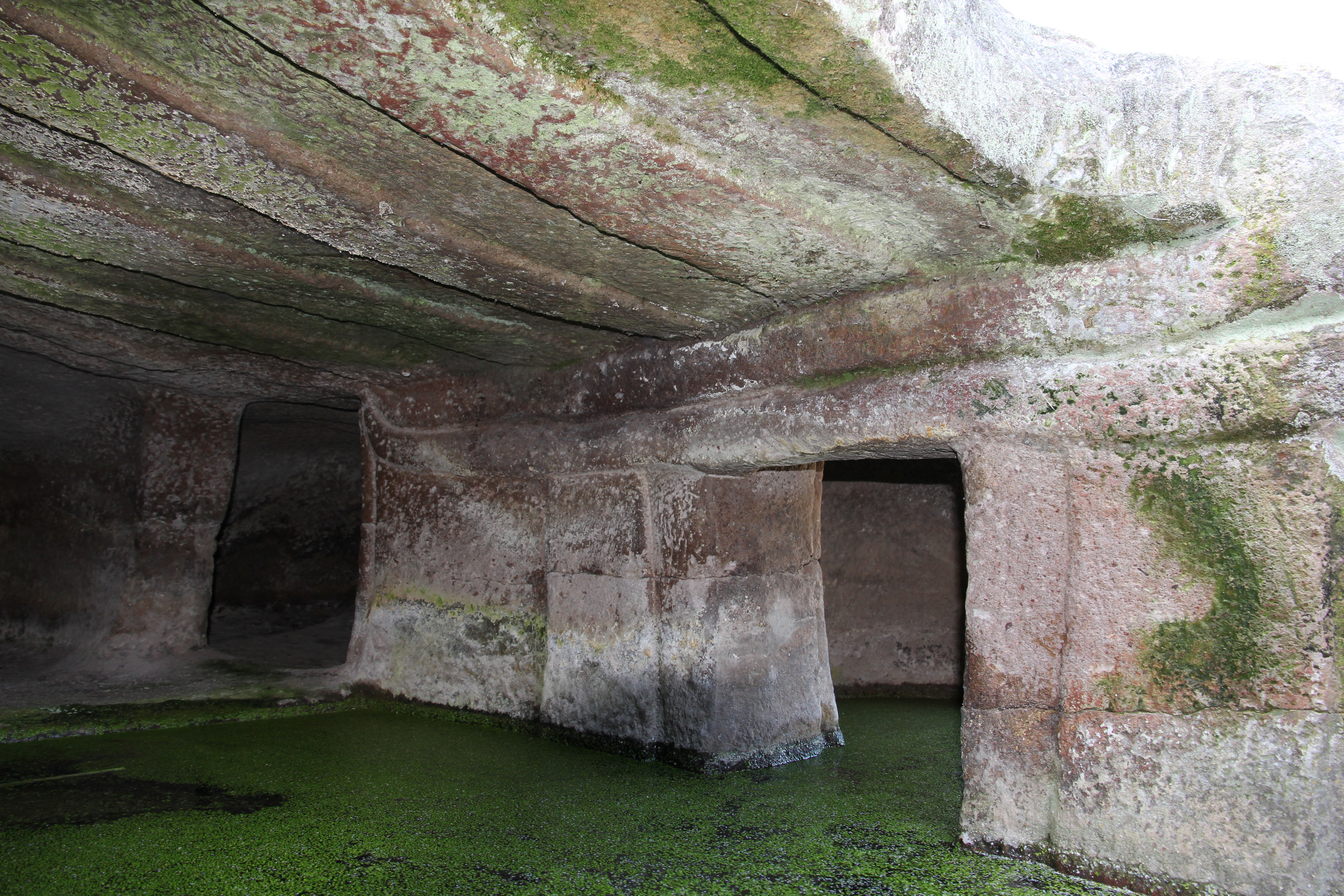

Durch die Ausgrabung von Giuseppe Pitzalis in den Jahren 1998 und 1999 war es möglich, die Nekropole dem Neolithikum (etwa 3200 v. Chr.) und der Ozieri-Kultur, mit Nachnutzungen während der Kupfer-, Bronze- und Römerzeit, zuzuweisen.